# Савостьянов, Матвей Никифорович
Матвей Никифорович Савостьянов (1853—?) — станичный атаман, депутат Государственной думы I созыва от области Войска Донского.

## Биография
Родился в казачьей семье в станице Митякинской. По вероисповеданию православный. Учился в приходском училище. Служил по выбору обществ хуторским атаманом, помощником станичного атамана. Казачий урядник, с 1898 по 1906 год станичный атаман Митякинской станицы. Занимался земледелием. Внепартийный. Сообщалось, что по политическим взглядам примыкал к партии народной свободы.
16 апреля 1906 избран в Государственную думу I созыва от общего состав выборщиков Областного войска Донского избирательного собрания. По сведениям современных исследователей в Думе не вступил ни в одну из фракции, оставаясь беспартийным, по данным трудовиков, приведённым в их издании «Работы Первой Государственной Думы» вошёл во фракцию партии «Мирного обновления». 30 июня выступил в Думе по вопросу о мобилизации казачьих войск, поддержав донских депутатов И. М. Васильева и Е. Я. Куркина, подтвердил, что в дисциплине и подчинении начальству он не видит ничего худого и считает это необходимым.
Дальнейшая судьба и дата смерти неизвестны.

## Внешность
Фотографии депутатов Государственной думы I созыва от области Войска Донского атаманов Матвея Савостьянова и Ефима Куркина в прижизненных изданиях перепутаны и определить верное фото не представляется возможным.